# Dicranomyia (Dicranomyia) coheri
Dicranomyia (Dicranomyia) coheri is een tweevleugelige uit de familie steltmuggen (Limoniidae). De soort komt voor in het Neotropisch gebied.